# Rheintal/Walgau Autobahn
Rheintal/Walgau Autobahn er en betegnelse for motorvej A14 i Østrig, der forløber fra den tyske grænse ved Hörbranz over Bregenz og Feldkirch til Bludenz, hvor motorvejen går over i Schnellstraße S16, der videre ender i Inntal Autobahn A12. Motorvejen indgår i europavejsnettet med nummer E60.
Indtil 2006 var motorvejens officielle navn Rheintal Autobahn. I Vorarlberg brugte man imidlertid lokalt kun denne betegnelse for den del af motorvejen, der ligger i selve Rhin-dalen, mens vest-øst-strækningen fra Feldkirch til Bludenz blev betegnet som Walgau Autobahn. For at undgå denne tvedeling af motorvejene fik A14 officielt navnet Rheintal/Walgau Autobahn.
De første skitser for en motorvej fra den tyske grænse gennem Rhin-dalen blev udtænkt i planlægningen af det tyske motorvejsnet i Nazi-Tyskland. Det var imidlertid først i 1952, at man i trafikplanlægningen begyndte at se på en virkeliggørelse af en motorvej, der først og fremmest skulle aflaste den stigende landevejstrafik, der kørte gennem Bregenz. Det var først i 1973, at man påbegyndte projekteringen af Pfändertunnel, som den vigtige delstrækning af en kommende motorvej. Den 10. december 1980 blev den 6.718 meter lange tunnel, der leder trafikken udenom Bregenz,indviet, og motorvejen blev løbende udbygget. Den 2.967 meter lange Ambergtunnel, der leder trafikken udenom Feldkirch, blev åbnet den 16. juli 1985.
Begge tunnellerne blev bygget som ét-rørstunneller, men i 2003 tog man rør nummer to i brug i Ambergtunnellen, og bygningen af et ekstra rør til Pfändertunnellen blev påbegyndt i april 2006 og forventes at åbne for trafik i 2012.